# Niederschopfheim
Niederschopfheim ist ein Ortsteil der Gemeinde Hohberg im Ortenaukreis in Baden-Württemberg.

## Geographie
Niederschopfheim liegt in der Vorgebirgszone der Oberrheinischen Tiefebene, rund 10 Kilometer südlich von Offenburg. Zu dem Ort gehört auch das Gehöft Hexenmühle (Deckersche Mühle). Die Gemarkung hat eine Größe von 12,87 km². Es ist damit die flächenmäßig größte Gemarkung der Gemeinde Hohberg.

### Nachbargemeinden
Die Grenze der Gemarkung verläuft im Norden gegen die Gemarkungen Schutterwald und Hofweier, im Nordosten gegen Zunsweier, im Osten gegen Berghaupten, im Südosten gegen Diersburg, im Süden gegen Oberschopfheim, im Südwesten gegen Schutterzell, im Westen gegen Ichenheim und im Nordwesten gegen Dundenheim.

## Geschichte
Von den drei heute zur Gemeinde Hohberg vereinten Dörfern ist Niederschopfheim das am frühesten erwähnte – 777 als Scofhaim im Testament Fulrads, des Abtes der Abtei Saint-Denis. Allerdings hat Scofhaim das heutige Oberschopfheim mitgemeint; Niderenschopfheim ist erst 1289 bezeugt, als sich die beiden Dörfer getrennt hatten. Die Widonen hatten Fulrad Besitz in Scofhaim geschenkt. Neben Saint-Denis und Kloster Honau hatten die Klöster Ettenheimmünster und Hohenburg früh in Niederschopfheim Besitz. Im 11. oder 12. Jahrhundert wurde auf dem Zixenberg von den Rittern von Schopfenheim die Burg Niederschopfheim gebaut. Im 12. und 13. Jahrhundert erlangten die Bischöfe von Straßburg die Ortsherrschaft, die sie verschiedenen Rittergeschlechtern zu Lehen vergaben. Von 1479 bis 1538 waren es die Ritter von Bach. Georg von Bach († 1538), mit dem das Geschlecht ausstarb und dessen steinernes Grabmal von der Hand Christophs von Urach außen an der Heilig-Kreuz-Kirche in Offenburg steht, hielt Niederschopfheim in der Reformationszeit beim römisch-katholischen Bekenntnis. Es folgten andere Adelsfamilien, die gleichen wie in Hofweier; doch waren diese in Hofweier Grundeigentümer, in Niederschopfheim Straßburger Lehnsträger. Die letzten waren die Herren von Frankenstein. 1534 wurde die Burg vollständig zerstört.
Am 22. August 1754 wurde der Grundstein für die St. Brigitta-Kirche gelegt, am 21. Dezember 1756 wurde sie erstmals benutzt. Erst 1793 wurde sie geweiht. 1908 bis 1909 wurde das Innere, 1925 bis 1926 das Äußere der Kirche restauriert.
Am 1. Januar 1973 schloss man sich mit den Gemeinden Hofweier und Diersburg zusammen, um die Gemeinde Hohberg zu gründen.
2010 errichtete man auf der denkmalgeschützten Bergkuppe des Zixenberges einen Nachbau der Burgruine.

## Demographie
Einwohnerzahlen nach dem jeweiligen Gebietsstand.
| Jahr | Einwohnerzahl |
| ---- | ------------- |
| 1814 | 1.103         |
| 1834 | 1.330         |
| 1864 | 1.270         |
| 1913 | 1.471         |
| 1939 | 1.609         |
| 1961 | 2.187         |
| 1970 | 2.487         |
| 2024 | 3.192         |

## Wappen
Ein Schopf als Zeichen der Gemeinde findet sich schon seit Anfang des 16. Jahrhunderts im Siegel. Während des 19. Jahrhunderts in Gebrauch genommene Stempel zeigen den Schopf in einem von einer Laubkrone überhöhten Schild. Wie um die Jahrhundertwende üblich, verzichtete man auf die Krone. Das Wappen hat die Gemeinde seit 1901 geführt.

## Kultur und Sehenswürdigkeiten

### Bauwerke
- St. BrigittaBurg Niederschopfheim
- Römersiedlung
- St. Brigitta-Kirche

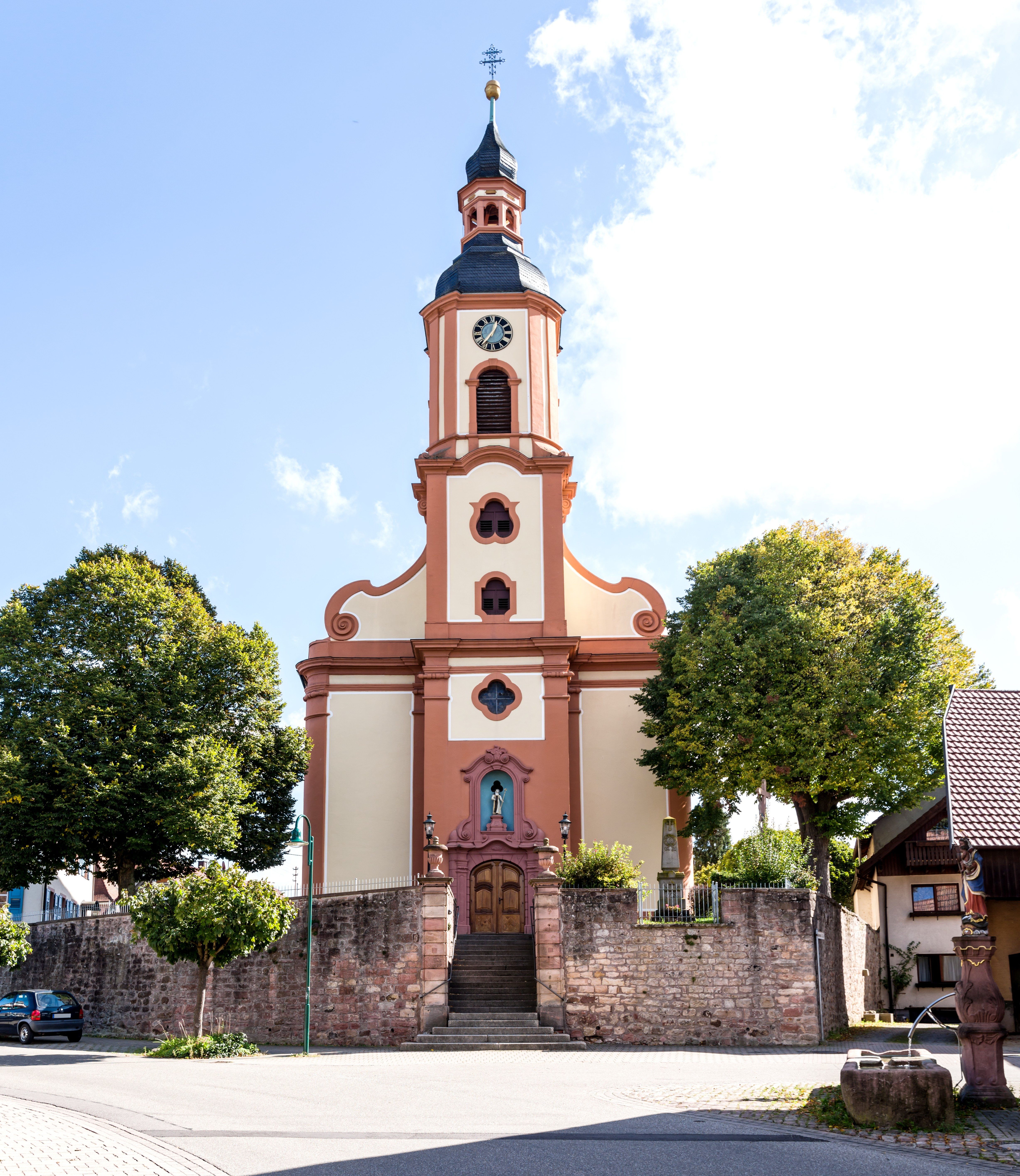
St. Brigitta

- Heimatmuseum in einer ehemaligen Zigarrenfabrik

### Religionen
Niederschopfheim ist katholisch geprägt. Die einst eigenständigen Pfarrgemeinden Diersburg (St. Karl Borromäus), Hofweier (St. Gallus) und Niederschopfheim (St. Brigitta) sind seit 2015 mit den Nachbargemeinden Neuried und Schutterwald zu einer Seelsorgeeinheit zusammengefasst. Niederschopfheim gehört seit der Dekanatsreform am 1. Januar 2008 zum Dekanat Offenburg-Kinzigtal.

### Vereine

#### Musikverein „Harmonie“ Niederschopfheim
Bereits für das Jahr 1873 ist in Niederschopfheim eine Blaskapelle belegt. Die offizielle Gründung des Musikvereins erfolgte jedoch erst am 6. Juni 1909.
Zwischen 1930 und 1939 veranstaltet der Verein die „Hohberger Heimatspiele“, bei denen am südlichen Hang des Zixenberges Heimatspiele und Operetten aufgeführt wurden. Untermalt wurden diese Aufführungen von einer ca. 30 Mann starken Blaskapelle. Am 25. Mai 1941 beschloss die damalige Vorstandschaft, die Vereinstätigkeit bis zum Ende des Krieges ruhen zu lassen.
Die Wiederbelebung erfolgte am 25. August 1946. Die Kapelle war zu dieser Zeit ca. 40 Mann stark. Am 16. Dezember 1951 konnte die vereinseigene „Kulturhalle“, die in Eigenleistung errichtet worden war, feierlich als „Harmoniehalle“ eingeweiht werden. Ende der 1970er Jahre wollte man zunächst das 70-jährige Vereinsjubiläum begehen. Erst die hierzu durchgeführte Recherche brauchte das eigentliche Gründungsdatum und die Vorgänger zutage, so dass 1981 „100 Jahre Blasmusik in Niederschopfheim“ gefeiert wurde. 1982 wurde dem Verein durch den damaligen Bundespräsidenten Karl Carstens die Pro-Musica-Plakette verliehen. 1998 wurde das Jubiläum „125 Jahre Blasmusik“ begangen.
2001 wurde beschlossen, mit der Gemeinde Hohberg in Verhandlungen über die Übergabe der Harmoniehalle zu treten. Grund des Entschlusses war die zunehmende Belastung des Vereins durch die Instandhaltung des vereinseigenen Gebäudes. Am 1. Januar 2003 wurde die Harmoniehalle an die Gemeinde übergeben.
2009 feierte der Verein dann „sein“ 100-jähriges Bestehen.

#### Turnverein 1921 Niederschopfheim e.V.
Der Turnverein Niederschopfheim ist mit ca. 1.000 Mitgliedern der größte Verein in Hohberg. Neben dem „klassischen Geräteturnen“ bietet der Verein auch weitere Sportarten wie Rope Skipping oder Volleyball an; zeitweise existierte eine Gruppe Einradfahren. Die meisten Mitglieder sind in den Freizeitsport-Gruppen aktiv.
1921 wurde der Verein im Gasthaus „Zum Bergschlössle“ (Spielbergstraße 15) gegründet. Der TuS 1920 Hofweier übernahm die Patenschaft. Zwischen 1921 und 1934 pendelte das Vereinsleben zwischen Stilllegung bzw. Wiederbelebung der Aktivitäten. 1934 erfolgte das Vereinsverbot durch die Nationalsozialisten (Gleichschaltungsgesetz).
1950 fand die Wiederaufnahme der Aktivitäten statt. Wurde zunächst in der Verwiegstelle im Rathaus geturnt, konnte zwischen 1952 und 1954 durch den Umbau einer Scheune bei der Kirche (heute Parkplatz der Anwohner Hauptstraße 42) zur Turnhalle ein erstes festes Domizil errichtet werden. 1952 wurde das Mädchen- und Frauenturnen im Verein eingeführt. Im gleichen Jahr richtete der Verein die Badischen Juniorenmeisterschaften in der Harmoniehalle aus.
1971 konnte der Verein sein 50-jähriges Bestehen mit einem 4-tägigen Zeltfest feiern. 1977 wurde im Verein das erste Mal das Deutsche Sportabzeichen verliehen, das bis heute im Verein abgelegt werden kann. 1974 erfolgte mit dem Bau der Hohberghalle der Umzug in eine neue moderne Trainingsstätte. Erst 1979 erfolgte die Erstellen einer Satzung sowie der Eintrag ins Vereinsregister.
1980 gründete sich die Wandergruppe als autarke Abteilung mit eigener Vorstandschaft unter dem Dach des TVN. Im gleich Jahr wurde das Vereinsheim „Obere Schule“ (Hauptstraße 52) bezogen, 1990 erfolgte der Umzug in das Vereinsheim „Alte Zigarrenfabrik“ an der B3 (Bahnhofstraße 7, heute Hohberger Heimatmuseum).
1996 feierte der Verein 75 Jahre TVN. Das Festjahr wurde mit mehreren öffentlichen Veranstaltungen über das Jahr verteilt begangen. 1998 wurde die damalige Prellball-Jugendmannschaft auf den Deutschen Turnfest im München Süddeutscher Meister. 1999 überschritt der Verein die 1.100-Mitglieder-Marke, bevor er 2001 seinen bisherigen höchster Mitgliederstand erreichte. Auch 2001 gründete sich die Rhönradgruppe, was den Verein im Badischen Turnerbund zu einem der ganz wenigen Vereinen macht, die diese Sportart anbieten.
2003 führte die Gemeinde Hallengebühren für die Nutzung der Hohberghalle ein, zeitgleich erfolgte zwischen 2003 und 2004 eine Hallenrenovierung, was Auswirkungen auf den Trainingsbetrieb hatte. 2011 wurde die neue Fahne des TVN beim Dorffest geweiht. Seit 2015 ist der TVN als „Gymwelt“-Verein zertifiziert. 2020 musste das Vereinsheim erneut umziehen; es befindet sich nun im alten Feuerwehrhaus.

#### Sportverein Niederschopfheim e.V.
Am 15. Mai 1926 fand die Gründungsversammlung des Vereins im Gasthaus „Zum Bergschlößle“ statt. Laut Mitgliederverzeichnis waren 40 Personen anwesend. Zum 1. Vorstand wurde Fortbildungs-Hauptlehrer Bernhard Müller gewählt, der dieses Amt bis zum Jahre 1935 ausübte. Die der Gründungsversammlung vorgelegte 1. Satzung datiert vom gleichen Tage. Das erste Spielfeld lag auf der Gemarkung „Gänsweid“ FlstNr. 60 – 63. Das erste Freundschaftsspiel des Vereins gegen den benachbarten VfR Elgersweier im August 1926 wurde mit 0:19 Toren verloren. Im Jahre 1928 wurde durch Spenden und Eigenarbeit eine Schutz- und Umkleidehütte am Sportplatz erstellt. Mit Ausbruch des Krieges im Jahr 1939 erlischt auch die Vereinstätigkeit bei den Fußballern des SVN.
Nachdem im Februar 1946 die französischen Besatzungsmächte die Wiedergründung von Altsportvereinen generell gestatteten, fand am 29./30. Juni 1946 die Neugründung des Sportvereins Niederschopfheim statt. Am 8. September 1946 fand bereits das erste Fußballturnier in Niederschopfheim statt. Das erste Verbandsspiel wurde am 3. November 1946 mit 4:3 gegen Grafenhausen auf heimischem Gelände siegreich beendet. 1951 feierte der Verein sein 25-jähriges Jubiläum.
Die Linienführung der 1961 neu zu bauenden Autobahn Karlsruhe–Basel neben dem bisherigen Sportplatz auf der Gänsweide brachte zwangsläufig die Verlegung des Geländes und damit den Bau einer neuen Sportanlage mit sich. Am 13. August 1961 konnte die heute noch bestehende Platzanlage an der „Alten Landstraße“ eingeweiht werden. Am 14. Dezember 1962 erfolgte der Eintrag in das Vereinsregister.
1970 feierte die erste Mannschaft des SV Niederschopfheim die dritte Meisterschaft innerhalb von 10 Jahren. Der A-Klassenmeister steigt in die II. Amateurliga auf. Am 8. August 1970 wurde die Mannschaft auch Bezirkspokalsieger. In diesen Zeitraum fällt auch die Gründung einer „Alte-Herren“-Mannschaft.
1975 veranstaltete der SVN sein 1. Hallenfußballturnier in der HohberghalIe. Das Turnier fand bei den teilnehmenden Mannschaften großen Anklang. Im Endspiel schlug der OFV den SVN mit 4:0 Toren. Das „Hohberger Hallen-Master“ ist seither ein fester Termin im Sportkalender der Ortenau.
In der Zeit vom 23. bis 26. Juli 1976 beging der SV Niederschopfheim sein 50-jähriges Vereinsjubiläum. Am Ende des Jahres 1976 hat der Verein die Mitgliederzahl von 500 überschritten. 1978 wurde mit den Fußballern von Dammartin bei Paris eine Freundschaft begründet. 1979 erfolgte die Gründung der Tennisabteilung.
1991 wurde die F 1-Jugend des SV Niederschopfheim Südbadischer Fußballmeister. Zuvor hat diese Mannschaft auch die Südbadische Meisterschaft in der Halle und die Badische Meisterschaft in der Halle gewonnen.
1994 trennte sich die Tennisabteilung vom Verein. Ab dem 1. Januar 1995 gab es mit dem TC Niederschopfheim einen weiteren Verein in Niederschopfheim.
Die D-Jugend wurde 1995 nach einem 4:0-Sieg über Gengenbach und in der ganzen Spielrunde ungeschlagen mit 42:0 Punkten und 189:9 Toren Bezirksmeister. In Rastatt holte sich das „Dream-Team“ gegen den FC Villingen mit 5:0 Toren dann auch noch den „Südbadischen Meistertitel“. Die C-Jugend wurde 1997 im Endrundenturnier auf dem eigenen Sportgelände nach Siegen über den FC 08 Villingen und den FC Freiburg jeweils mit 1:0 „Südbadischer Meister“ auf dem Feld. Im Qualifikationsspiel um die Süddeutsche Meisterschaft vor 700 Zuschauern unterlag die C-Jugend dem Bundesliga-Nachwuchs des VfB Stuttgart mit 0:3 Toren.
1999 feierte das über die Grenzen der Ortenau hinaus bekannte „Hallen-Masters“ silbernes Jubiläum. Der 25. Geburtstag wurde festlich begangen.
2001 feierte der SVN sein 75-jähriges Jubiläum.

#### Späudizunft Hohberg
1966 wurde die Narrenzunft als „Niederschopfheimer Narrenverein“ von 39 Gründungsmitgliedern gegründet. Bereits zur ersten Generalversammlung am 11. November 1966 waren es 114 Mitglieder. 1969 erreichte man 250 Mitglieder. 1972 bekam man von der Gemeinde eine kleine Zunftstube zur Verfügung gestellt. In einer außerordentlichen Generalversammlung 1973 wurde aus dem Narrenverein eine Narrenzunft und man benannte sich in Späudizunft um. 1973 trat man dann auch dem Verband Oberrheinischer Narrenzünfte bei. 1974 wurde ein Fanfarenzug gegründet. Von 1976 bis 1977 wurde der Narrenkeller gebaut.

#### Weitere Vereine
In Niederschopfheim gibt es folgende Vereine und Gruppierungen: Da Heimburger, Freunde alter Landtechnik, Handwerkerverein Niederschopfheim, Interessengemeinschaft der Niederschopfheimer Vereine, Rad-Motorsportverein Niederschopfheim, Sängerbund Liederkranz Niederschopfheim, Tennisclub Niederschopfheim, Sozialverband VdK Ortsverband Niederschopfheim und den Verein ehemaliger Soldaten Niederschopfheim.

### Sonstiges
Der auf Niederschopfheimer Gemarkung liegende Baggersee hat bei der letzten Messung der Wasserqualität im Jahr 2014 durch offizielle Stellen der Europäischen Union die Note „ausgezeichnet“ erhalten.

## Wirtschaft und Infrastruktur

### Verkehr
Durch Niederschopfheim führt die Bundesstraße 3 und es ist dadurch an das überregionale Straßennetz angebunden. Ebenso führt die Kreisstraße 5332 durch den Ort.
Der Bahnhof Niederschopfheim an der Bahnstrecke Mannheim–Basel trägt gemäß Richtlinie 100 der DB Netz AG die Kurzbezeichnung „RNS“. Die beiden Nebengleise sind ca. 800 m lang und bieten so eine der wenigen Ausweich-/Überholmöglichkeiten zwischen Offenburg und Freiburg. Der Personenverkehr wurde 1968 eingestellt. Seither wird die Anlage als Betriebsbahnhof geführt.
Das alte Bahnhofsgebäude wurde 1994 abgetragen und die Baustoffe recycelt.

### Bildung
In Niederschopfheim gibt es drei Kindergärten sowie eine Grundschule:
- die Kindergärten St. Brigitta und St. Josef in kirchlicher Trägerschaft und
- der Kindergarten Im Vogelsang in kommunaler Trägerschaft.

Im benachbarten Hofweier befindet sich eine Gemeinschaftsschule. Alle anderen weiterführenden Schulen stehen in Lahr und Offenburg zur Verfügung.
Die Volkshochschule Offenburg unterhält eine Außenstelle.

### Feuerwehr
Die Abteilung Niederschopfheim der Freiwilligen Feuerwehr Hohberg fusionierte am 12. Juli 2019 mit der Abteilung Hofweier zur Abteilung West. Neben der zunehmenden Schwierigkeit, die Tagesverfügbarkeit in beiden Abteilungen an Werktagen zu gewährleisten, führte auch das Erreichen der Belastungsgrenze der Infrastruktur, sprich der (nicht vorhandenen) Ausbaumöglichkeiten der beiden alten Feuerwehrhäuser in den Ortskernen, zum Entschluss der Vereinigung.
2020 konnte das auf Niederschopfheimer Gemarkung zwischen den beiden Orten liegende neue Feuerwehrhaus eingeweiht werden. 2022 wurde durch die Abteilung West am alten Feuerwehrhaus in Niederschopfheim „100 Jahre Feuerwehr Niederschopfheim“ gefeiert.

### Kulinarik
| Name                       | Adresse                | Angebot                  | Bemerkung           |
| -------------------------- | ---------------------- | ------------------------ | ------------------- |
| Ristorante Pizzeria Adler  | Alte Landstraße 25     | Speiselokal              |                     |
| Gasthof Sonne              | Alte Landstraße 22     | Veranstaltungslokal      |                     |
| Gaststätte Resch           | Bahnhofstraße 12       | Veranstaltungslokal      |                     |
| Gasthaus Linde             | Lindenstraße 2         | Speiselokal              | nicht mehr existent |
| Gasthaus Löwe              | Hauptstraße 25         | Speiselokal              | nicht mehr existent |
| Gasthaus Zum Bergschlössle | Spielbergstraße 15     | Speiselokal              | nicht mehr existent |
| Cafe Seger                 | Ludwig-Huber-Straße 24 | Cafe / Eisdiele          | nicht mehr existent |
| Sushi Palace               | Alte Landstraße 23     | Lieferservice / Abholung |                     |
| B3 Pizzeria Hohberg        | Hauptstraße 38         | Kebabimbiss              |                     |

### Einzelhandel
| Name                      | Adresse            | Angebot                                   | Bemerkungen                                   |
| ------------------------- | ------------------ | ----------------------------------------- | --------------------------------------------- |
| Bäckerei Rudolf           | Hauptstraße 11     | Bäckerei                                  | aka „Sunnebäck“ (Sonnenbäcker)                |
| Metzgerei Schür           | Alte Landstraße 27 | Metzgerei                                 | nicht mehr existent                           |
| Metzgerei Himmelsbach     | Hauptstraße 38     | Metzgerei                                 | nicht mehr existent                           |
| EDEKA Kohler              | Alte Landstraße 1  | Supermarkt                                | ursprünglich Ludwig-Huber-Straße 21           |
| ???                       | Steinebühlstraße 1 | Bäckerei                                  | nicht mehr existent                           |
| ???                       | Hauptstraße 34     | Schreibwaren / Haushaltswaren / Spielzeug | aka „s'Busse Erna“ nicht mehr existent        |
| Haushaltswaren Roth       | Fliederweg 1       | Haushaltswaren / Spielzeug                | nicht mehr existent                           |
| ???                       | Hauptstraße 5      | Haushaltswaren                            | aka „Vergin“ nicht mehr existent              |
| Mode Kohler               | Alte Landstraße 23 | Modegeschäft                              | nicht mehr existent                           |
| Zweirad Simon             | Bahnhofstraße 5    | Fahrradhandel                             | davor Tankstelle nicht mehr existent          |
| Schuhfachgeschäft Lehmann | Hauptstraße 27     | Schuhe                                    | aka „s'Lehmann Schusteri“ nicht mehr existent |
| Löwen-Apotheke            | Hauptstraße 25     | Apotheke                                  | davor Gaststätte nicht mehr existent          |

## Persönlichkeiten

### Söhne und Töchter der Ortschaft
- Hermann Löffler (* 1937; † 2016), Bürgermeister der Gemeinde Hohberg 1981–1997, Ehrenbürger der Gemeinde
- Marcel Lehmann (* 1953), deutscher Liedermacher und Lehrer